# La crisi com a triomf del capitalisme
La crisi com a triomf del capitalisme. Anàlisi del passat i perspectives marxistes és el títol del primer llibre pòstum de l'historiador marxista català Josep Fontana, amb pròleg de l'historiador i editor valencià Antoni Furió.
A través d'aquest recull de 12 textos d'assaig divulgatiu, que deixà enllestit abans de la seva mort, Fontana desmunta la idea predominant que la crisi financera global del 2007-2012 havia estat el resultat natural de l'economia i, per tant, un procés inevitable. A través d'una enorme erudició i de múltiples perspectives, insereix la crisi dels últims anys en un procés de llarga durada que es remunta a l'Europa de després de la Segona Guerra Mundial.
Segons l'historiador català, un cop acabat el conflicte, els estats de l'Europa occidental es van veure obligats a fer unes concessions en el terreny social per tal de donar una alternativa al comunisme de tall soviètic que conduirien a l'articulació de l'Estat del benestar. Però a partir de la dècada de 1970, quan la Unió Soviètica començà a mostrar les seves primeres mostres de debilitat, les classes dominants occidentals iniciaren un procés de desmantellament de l'Estat del benestar. La crisi dels últims anys, apunta Fontana, ha estat un pas més en la destrucció de les conquestes socials per part d'un capitalisme desenfrenat que ja no té cap contrapès.
En aquesta obra, reprengué la idea que, després de la Segona Guerra Mundial, les desigualtats socials s'havien accentuat fruit de l'absència de mecanismes de control sobre els mercats financers, així com la manca de sistemes polítics predisposats a fer-ho, fent clara referència a la dissolució de la Unió Soviètica i el conjunt del Bloc socialista. Si bé és cert que aquesta fou la tesi central dels seus llibres Por el bien del imperio (2011) i El siglo de la revolución (2017), aquesta obra pòstuma, en clau menys academicista, representa una aportació final i, per primera vegada en llengua catalana, a aquest corpus. Amb aquesta darrera carta de batalla, Fontana exposa les conclusions definitives del seu treball intel·lectual mitjançant notes i reflexions sobre l'actual divisió econòmica de classe.
Aquest llibre es publicà en el marc de la col·lecció Biblioteca marxista, aposta editorial iniciada amb motiu del centenari de la Revolució Russa de 1917, estrenada amb cinc llibres de Lenin, cadascun d'ells prologat per un historiador o activista contemporani. En els casos de L'Estat i la Revolució i L'imperialisme, fase superior del capitalisme els seus pròlegs foren elaborats per Fontana. Un cop finalitzà aquesta tasca, es comprometé a preparar un volum recopilatori de textos propis per a incorporar a la col·lecció.